# Gorja de Garní

Vista panoràmica.

La gorja de Garní es troba a 23 km a l'est d'Erevan, Armènia, just a sota del poble del mateix nom. La gorja es troba sota el temple de Garní, que data del segle i aC. A banda i banda de la gorja hi ha uns penya-segats ben conservats de columnes de basalt, que han sorgit a causa de l'erosió del riu Goght. Aquesta secció de la gorja és coneguda popularment com a "Simfonia de les pedres". A aquesta secció s'hi pot accedir gràcies a un camí que comença al poble de Garní, poc abans d'arribar al temple. El camí també passa per un pont medieval del segle xi.

## Galeria

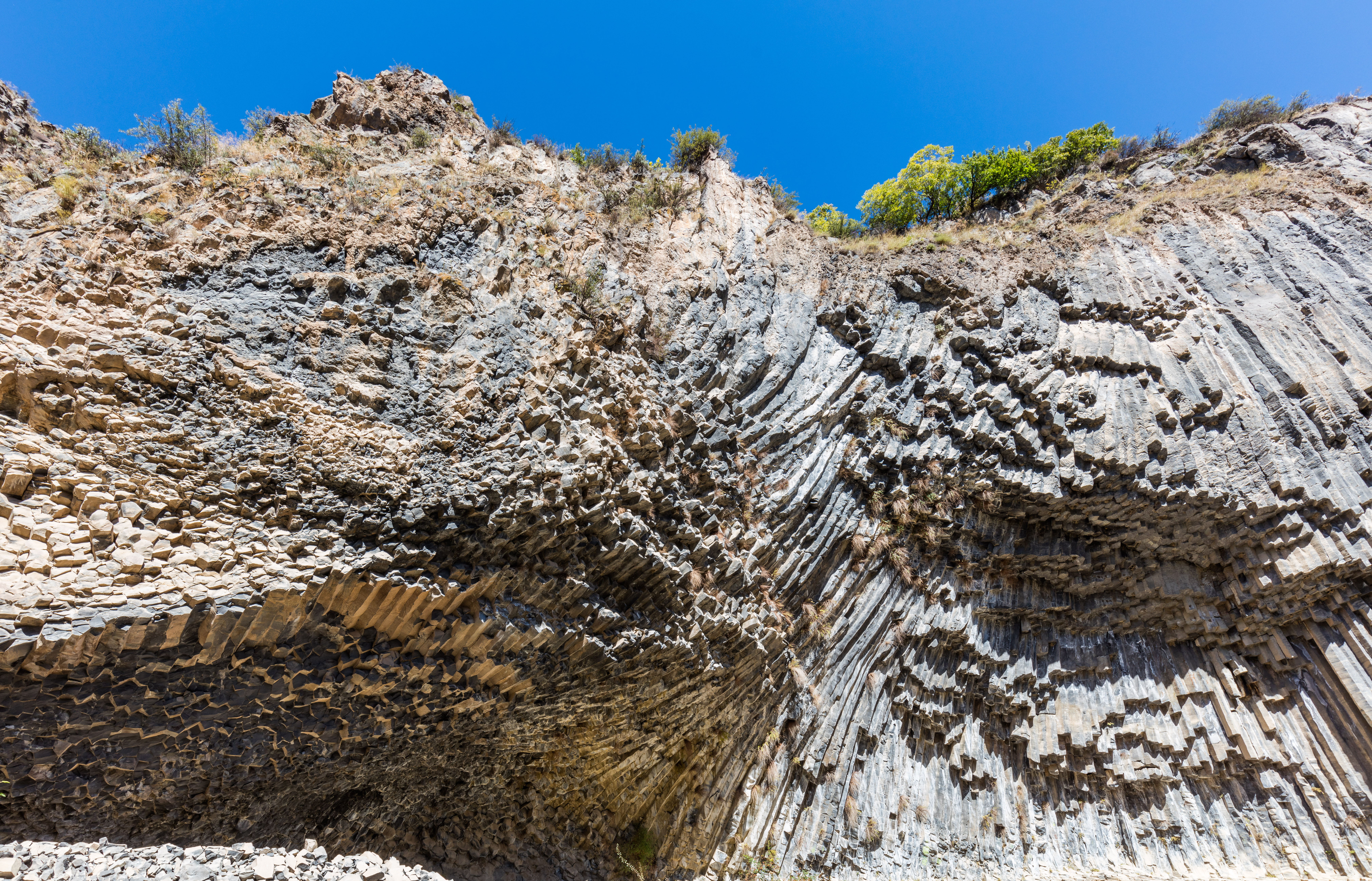
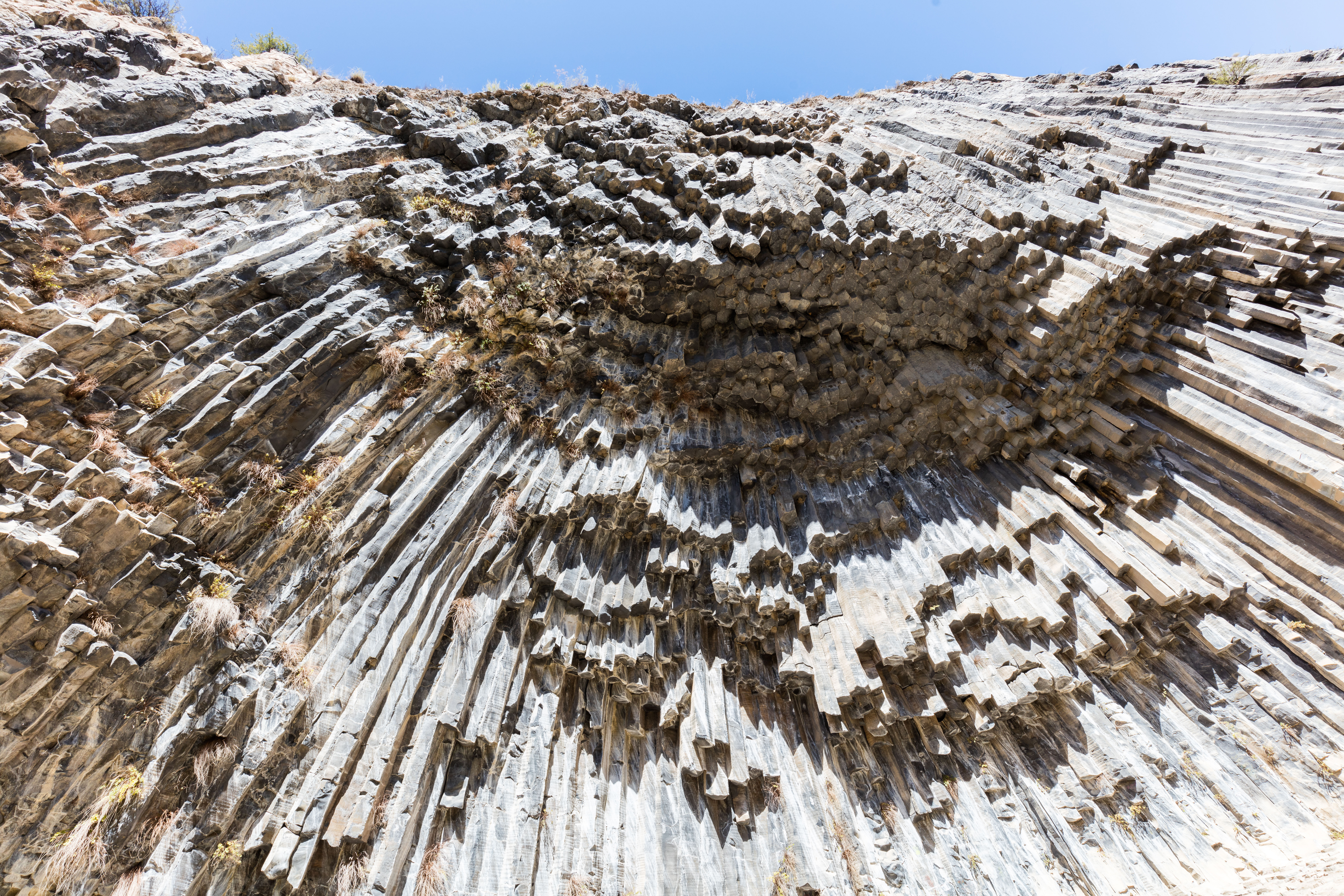
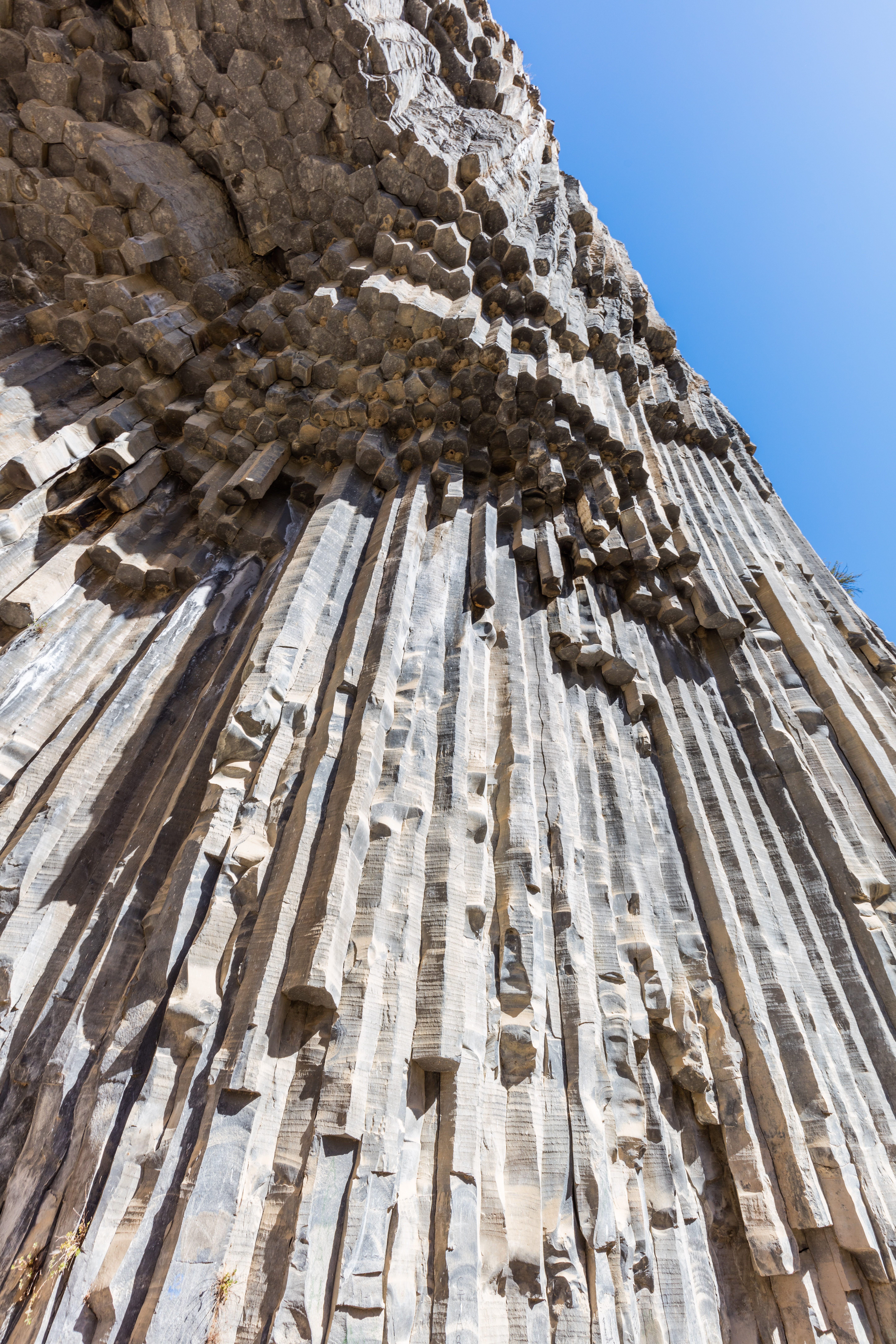
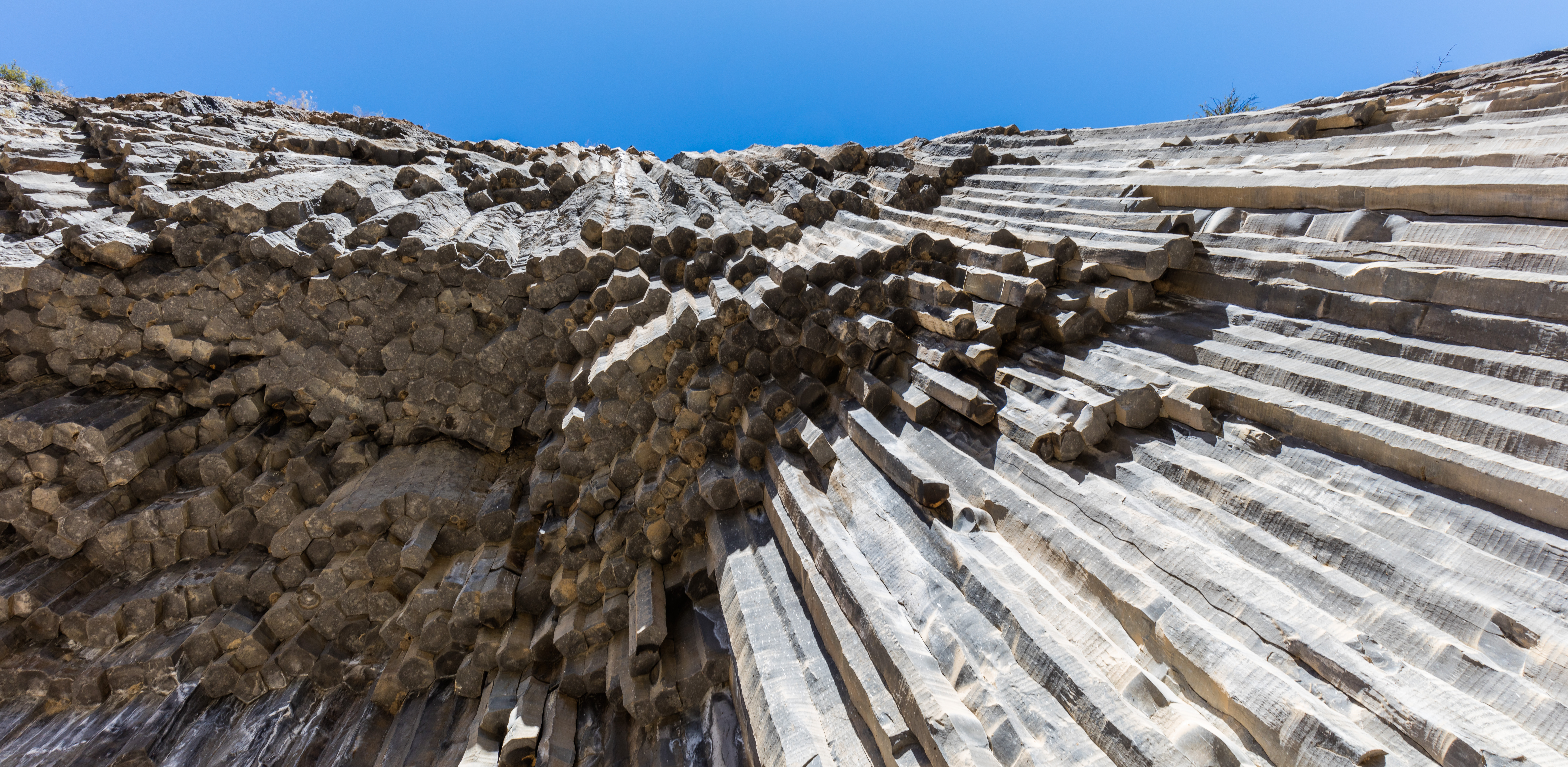
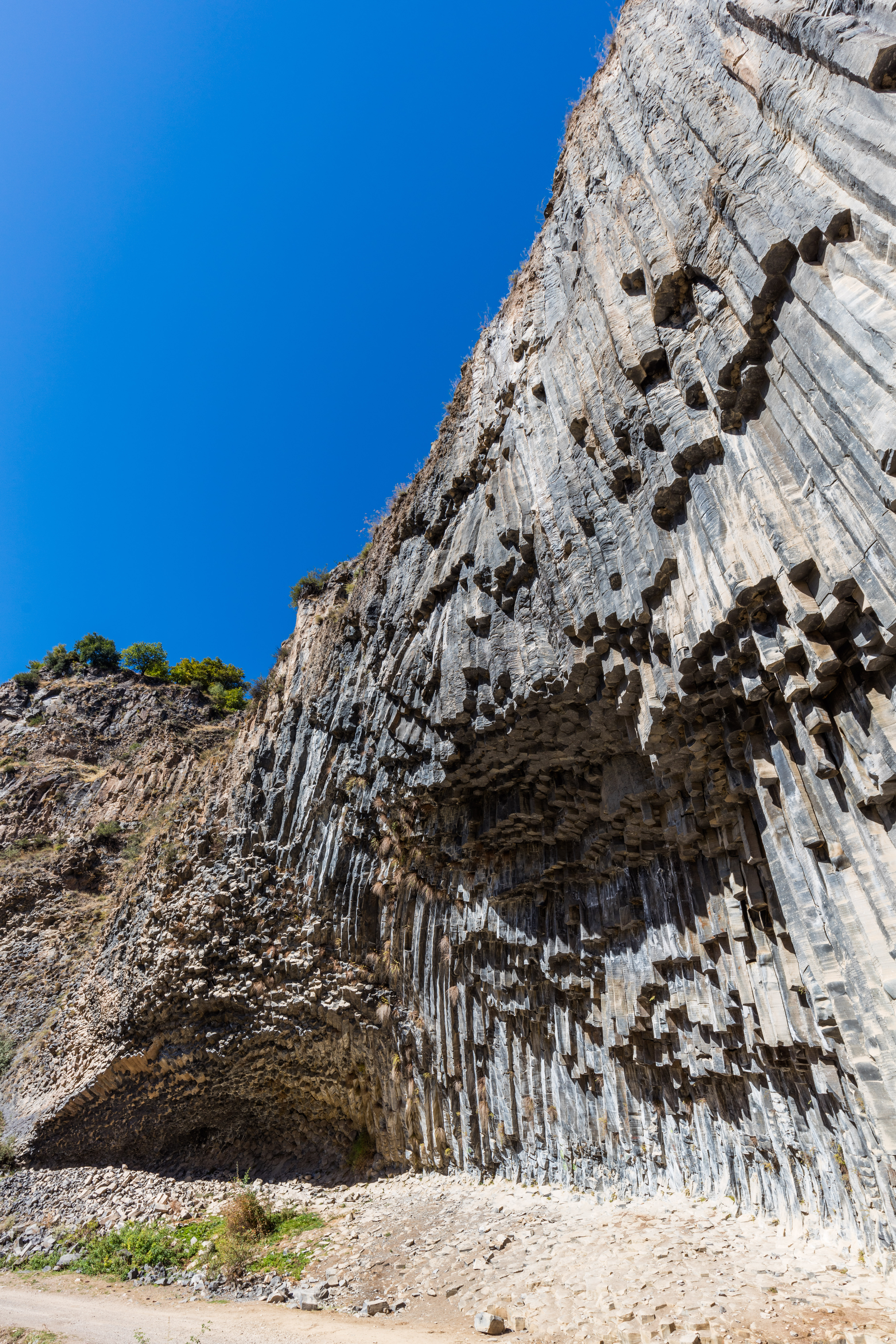
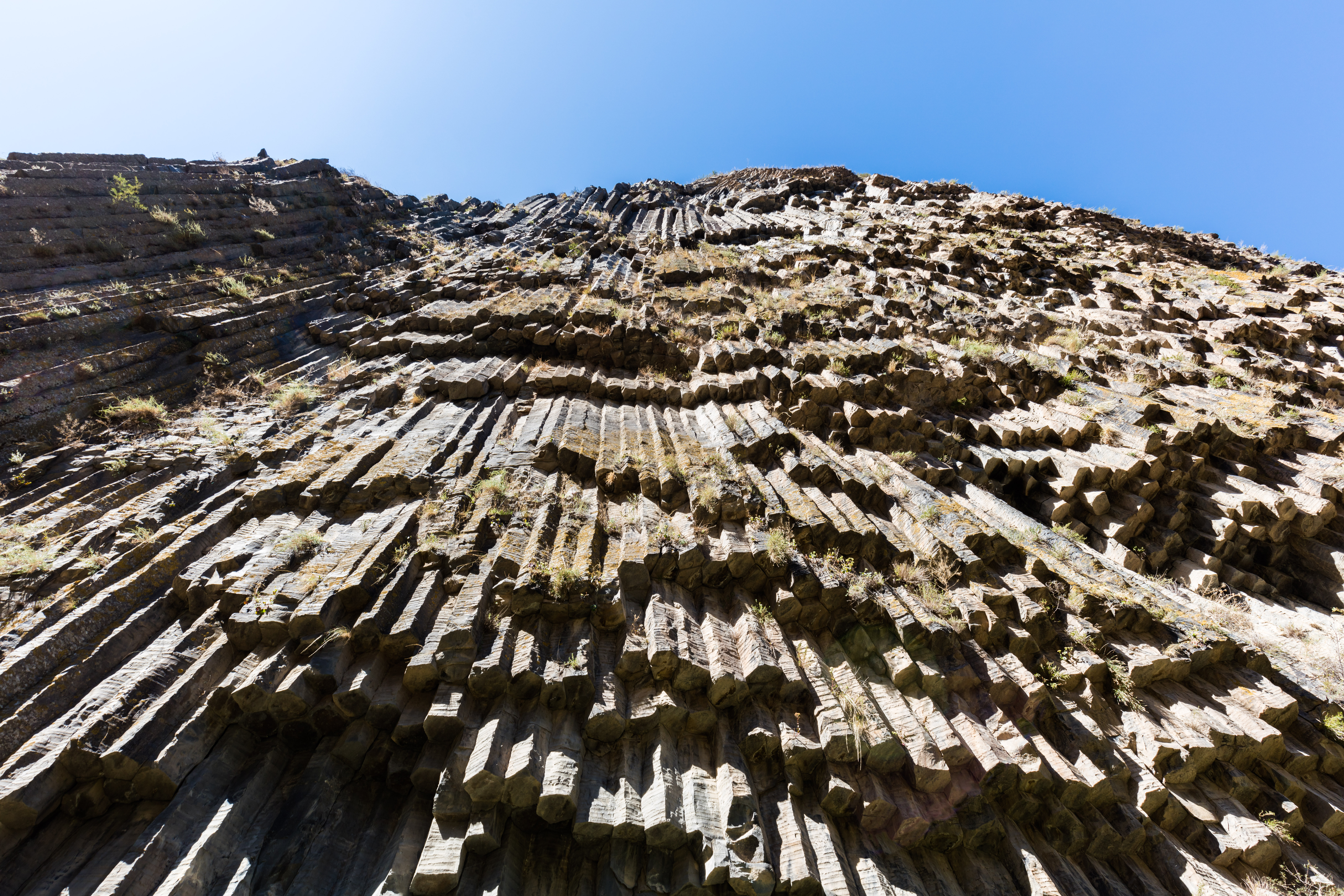
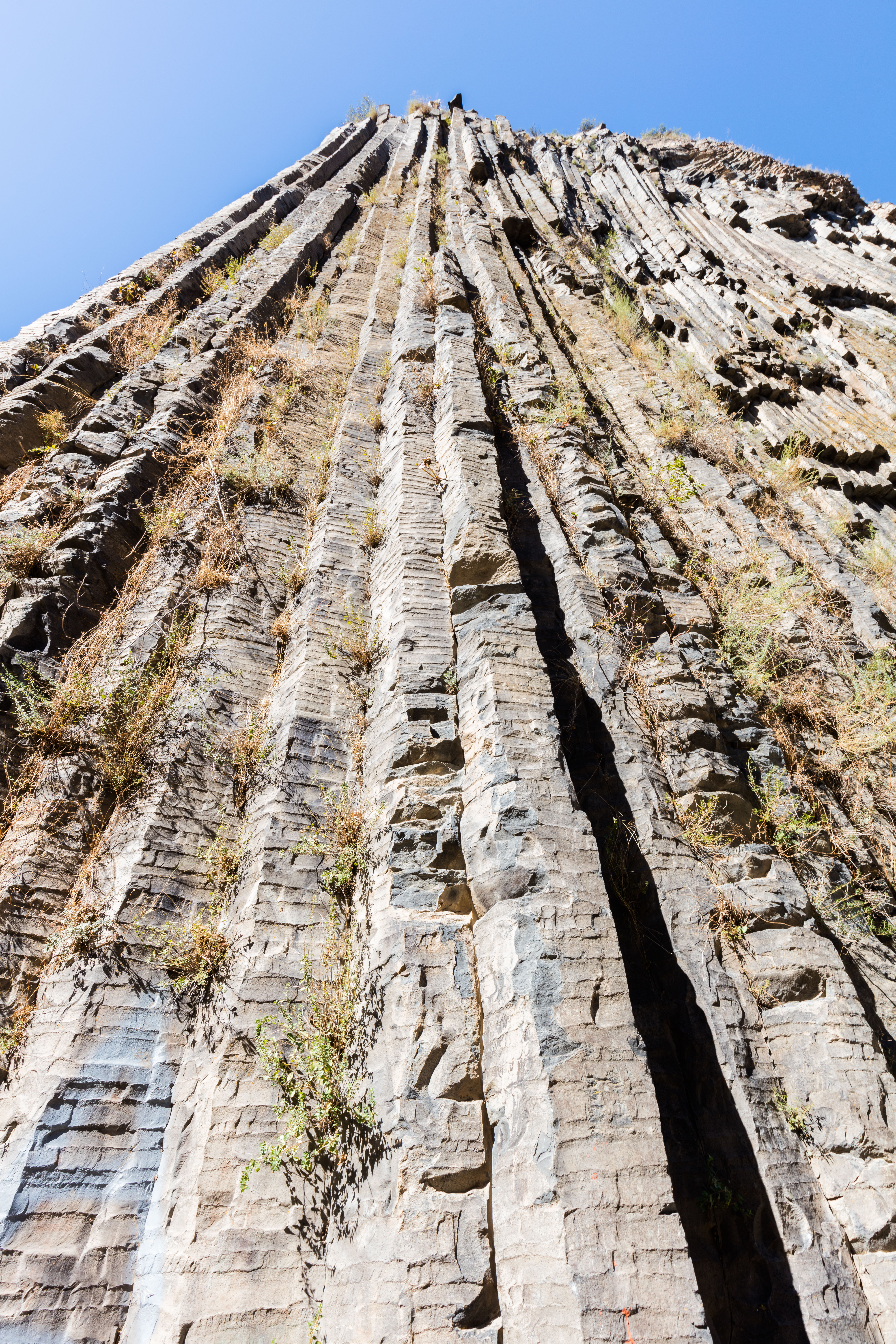
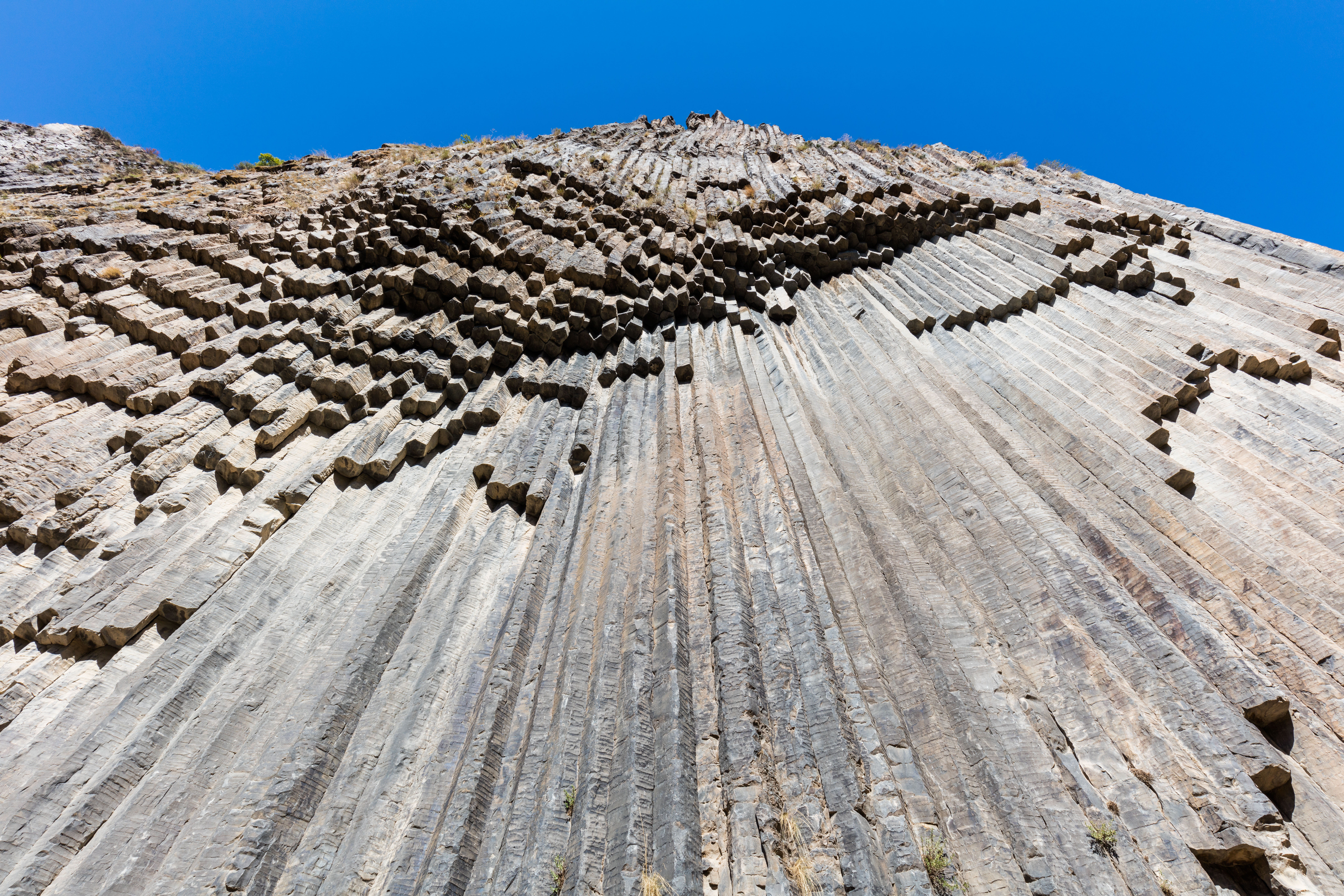
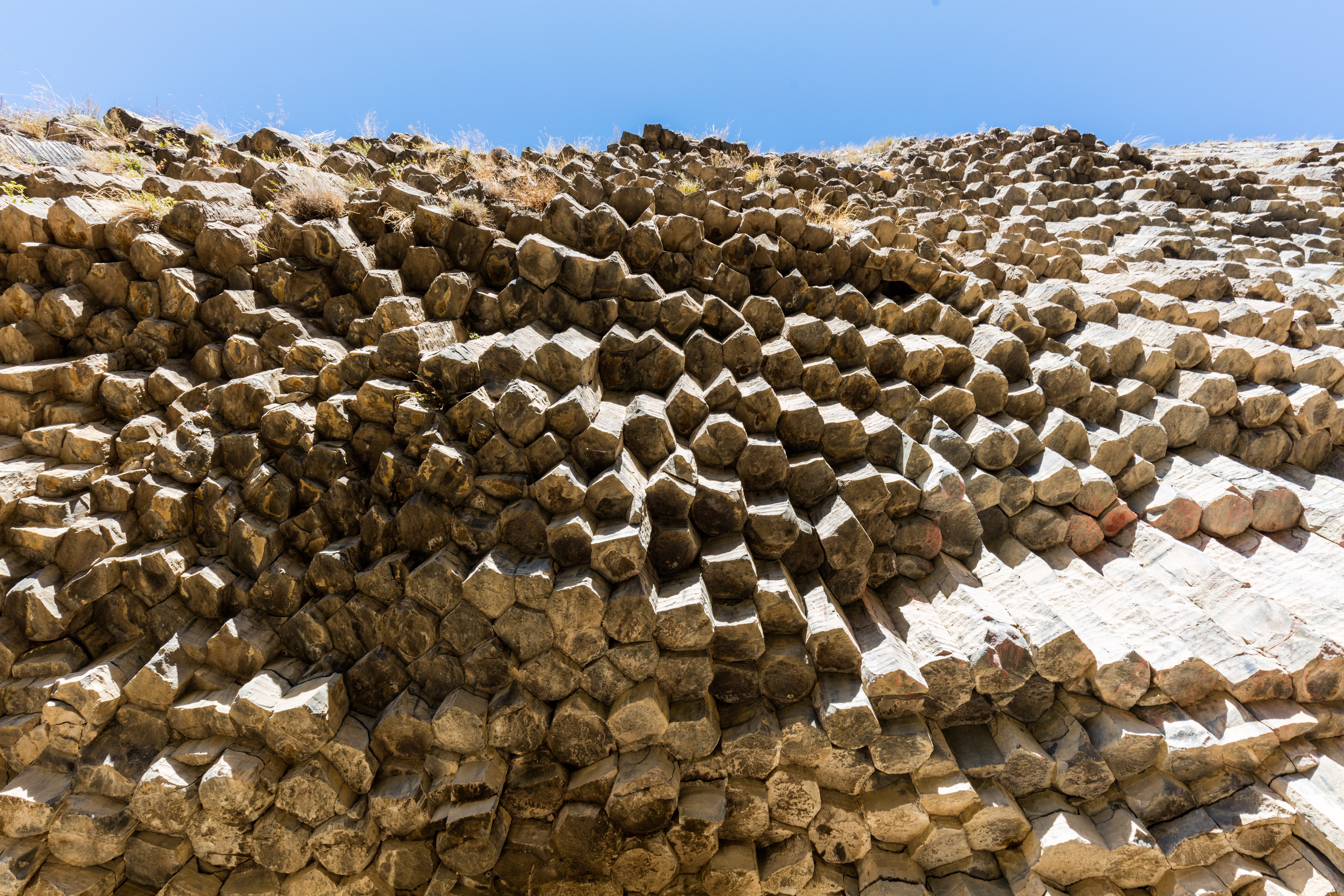
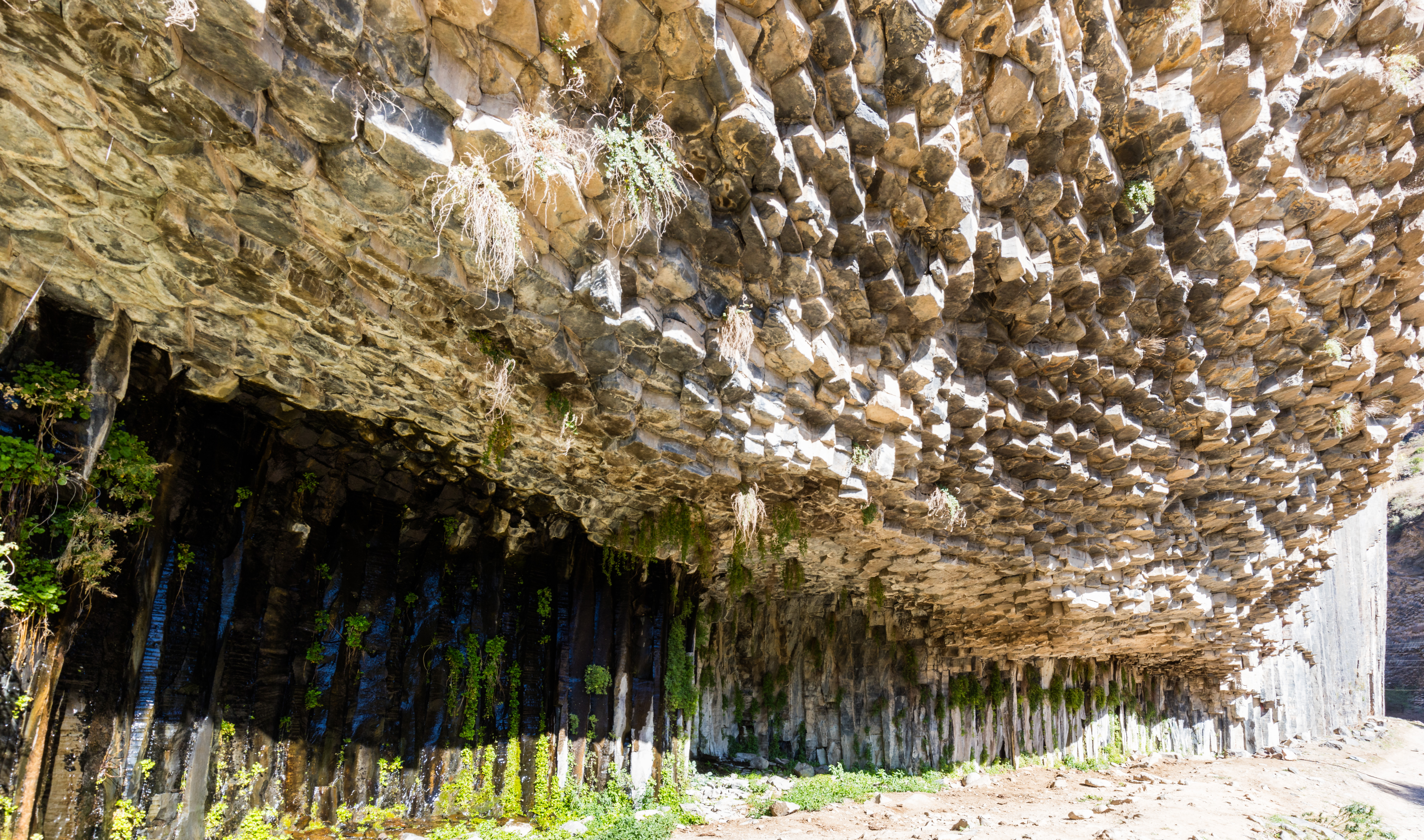